# Jan Jacob Roeters van Lennep
Jan Jacob Roeters van Lennep (Delft, 5 februari 1918 - Zutphen, 15 september 2008) was een Nederlandse burgemeester. Hij was niet aangesloten bij een politieke partij.

## Leven en werk
De jurist Roeters van Lennep werd in oktober 1953, op 35-jarige leeftijd benoemd tot burgemeester van de toenmalige Drentse gemeente Ruinen. Daarvoor was hij werkzaam geweest bij de Vereniging van Nederlandse Gemeenten (VNG). In 1967 werd hij benoemd tot burgemeester van Zutphen. Hij vervulde deze functie tot 1981. Na het beëindigen van zijn functie bleef hij woonachtig in Zutphen. Hij overleed aldaar in september 2008 op 90-jarige leeftijd. Roeters van Lennep was getrouwd met Mouna Maria Elisabeth Goeman Borgesius.
Ter gelegenheid van de beëindiging van zijn burgemeestersfunctie in 1981 schreef de toenmalige commissaris van de Koningin in Gelderland, Geertsema, als medeauteur het boek: Mr. Jan Jacob Roeters van Lennep. Profiel post scriptum.